# Orrhodops americanus
Orrhodops americanus là một loài ruồi trong họ Asilidae. Orrhodops americanus được Curran miêu tả năm 1930. Loài này phân bố ở vùng Tân Bắc giới.